# 杜恩 (愛荷華州)
杜恩（英語：Doon）是一個位於美國愛荷華州萊昂縣的城市。

## 地理
杜恩的座標為43°16′46″N 96°13′58″W / 43.27944°N 96.23278°W，而該地的平均海拔高度為395米（即1296英尺）。

## 人口
根據2010年美國人口普查的數據，杜恩的面積為1.48平方千米，當中陸地面積為1.48平方千米，而水域面積為0.00平方千米。當地共有人口577人，而人口密度為每平方千米389人。